# Formel 2-EM 1980
Formel 2-EM 1980 vanns av Brian Henton.

## Delsegrare
| Datum       | Bana        | Vinnare           |
| ----------- | ----------- | ----------------- |
| 7 april     | Thruxton    | Brian Henton      |
| 13 april    | Hockenheim  | Teo Fabi          |
| 27 april    | Nürburgring | Teo Fabi          |
| 11 maj      | Vallelunga  | Brian Henton      |
| 26 maj      | Pau         | Richard Dallest   |
| 8 juni      | Silverstone | Derek Warwick     |
| 22 juni     | Zolder      | Huub Rothengatter |
| 6 juli      | Mugello     | Brian Henton      |
| 20 juli     | Zandvoort   | Richard Dallest   |
| 3 augusti   | Enna        | Siegfried Stohr   |
| 10 augusti  | Misano      | Andrea de Cesaris |
| 9 september | Hockenheim  | Teo Fabi          |

## Slutställning
| Plats | Förare              | Poäng |
| ----- | ------------------- | ----- |
| 1     | Brian Henton        | 61    |
| 2     | Derek Warwick       | 42    |
| 3     | Teo Fabi            | 38    |
| 4     | Siegfried Stohr     | 29    |
| 5     | Andrea de Cesaris   | 28    |
| 6     | Richard Dallest     | 23    |
| 7     | Huub Rothengatter   | 21    |
| 8     | Mike Thackwell      | 11    |
| 9     | Miguel Ángel Guerra | 10    |
| 10    | Alberto Colombo     | 9     |